# Chick-fil-A

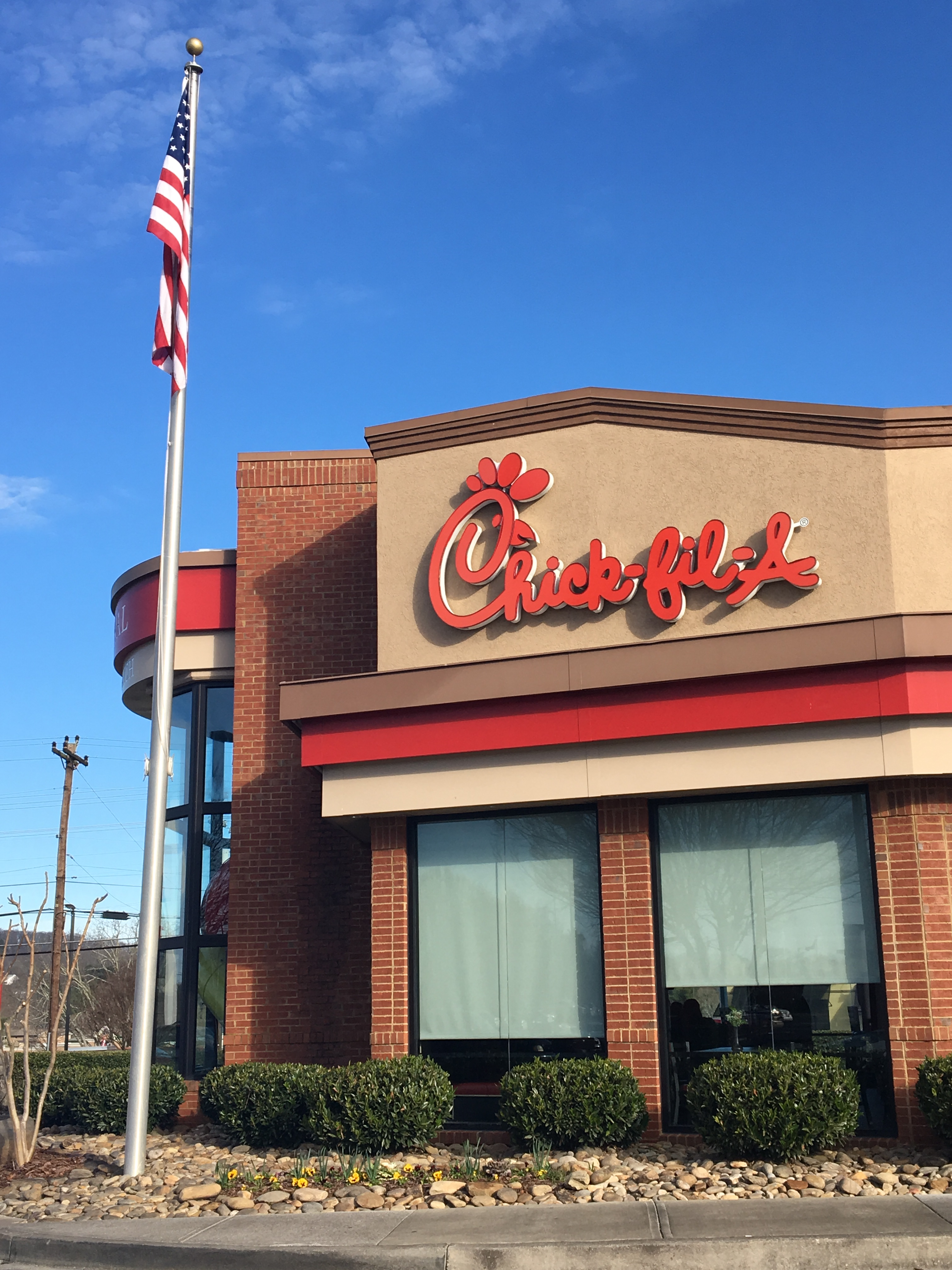
Um Chick-fil-A em Morristown, Tennessee.

Chick-fil-A (/tʃɪkfɪˈleɪ/ chik-fil-AY, um trocadilho com a pronúncia em inglês americano de fillet) é uma das maiores redes de fast-food americanas e a maior em sua especialidade, os sanduíches de frango.
Sua sede se encontra em College Park, no estado da Geórgia. O Chick-fil-A foi originalmente fundado como 'Dwarf Grill' em 1946, mudando o nome para 'Dwarf House', até ser renomeado como 'Chick-fil-A' em 1967.
A companhia opera mais de 2.300 restaurantes, primariamente nos Estados Unidos, com localizações em 48 estados norte-americanos e no Distrito de Colúmbia, em Porto Rico e no Canadá. A rede também chegou a marcar presença no Reino Unido e na África do Sul. 
A rede serve café da manhã antes de trocar para o menu de almoço e jantar. O Chick-fil-A também oferece aos clientes seleções especiais de seu menu para eventos especiais.
Muitos dos valores da empresa são influenciadas pelas crenças religiosas de seu já falecido fundador, S. Truett Cathy (1921-2014), um devoto membro da Convenção Batista do Sul. Os restaurantes Chick-fil-A não abrem aos domingos, nem no Dia de Ação de Graças ou no Natal. O posicionamento da empresa em oposição ao casamento entre o mesmo sexo se tornou assunto de controvérsia pública.